# Tratamento especial

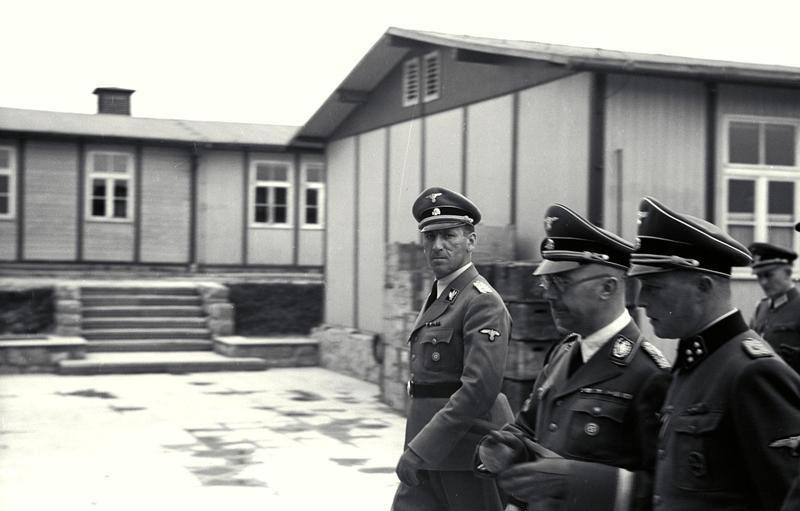
Heinrich Himmler, Ernst Kaltenbrunner e Franz Ziereis visitando o campo de concentração de Mauthausen.

Tratamento especial, em alemão Sonderbehandlung, era um dos termos utilizados pelos nazistas como eufemismo (ou desinformação) para se referir ao envio de pessoas para serem assassinadas.
Outros termos usados foram Umsiedlung (reassentamento), Sonderaktion (ação especial), Evakuierung (evacuação) e die Endlösung der Judenfrage (a solução final para a questão judaica).